# Carex kabanovii
Carex kabanovii är en halvgräsart som beskrevs av V.I. Kreczetowicz. Carex kabanovii ingår i släktet starrar, och familjen halvgräs. Inga underarter finns listade i Catalogue of Life.